# Aristide Compagnoni
Aristide Erminio Giuseppe Compagnoni (ur. 26 lipca 1910 w Valfurva, zm. 13 kwietnia 1995 tamże) – włoski biegacz narciarski, dwukrotny medalista mistrzostw świata.

## Kariera
W 1937 roku wystartował na mistrzostwach świata w Chamonix wspólnie z Vincenzo Demetzem, Giulio Gerardim i Silvio Confortolą zdobywając brązowy medal w sztafecie 4 × 10 km. Dwa lata później, podczas mistrzostw świata w Zakopanem wywalczył kolejny brązowy medal w sztafecie. Tym razem Włosi pobiegli w składzie: Aristide Compagnoni, Severino Compagnoni, Goffredo Baur i Alberto Jammaron. Zdobył także brązowy medal na mistrzostwach w Cortina d’Ampezzo. Podczas spotkania we francuskim mieście Pau, FIS zadecydowała jednak, że wyniki z tych mistrzostw nie będą wliczane do klasyfikacji ogólnej, gdyż liczba zawodników była zbyt mała.
Compagnoni trzykrotnie zdobywał tytuł indywidualnego mistrza Włoch w biegach narciarskich: na 18 km w 1939 r. oraz na 50 km w 1940 i 1941 roku. W sztafecie zwyciężał w latach: 1938–1941, 1946–1947, 1950 i 1952.
Jego bracia Severino i Ottavio również reprezentowali Włochy w biegach narciarskich.

## Osiągnięcia

### Mistrzostwa świata
| Miejsce | Dzień     | Rok  | Miejscowość | Konkurencja             | Czas biegu | Strata | Zwycięzca       |
| ------- | --------- | ---- | ----------- | ----------------------- | ---------- | ------ | --------------- |
| 9.      | 16 lutego | 1937 | Chamonix    | 50 km stylem klasycznym | 3:36:58    | +25:34 | Pekka Niemi     |
| 3.      | 18 lutego | 1937 | Chamonix    | Sztafeta 4 × 10 km      | 3:06:07    | +2:41  | Norwegia        |
| 17.     | 15 lutego | 1939 | Zakopane    | 18 km stylem klasycznym | 1:05:30    | ?      | Jussi Kurikkala |
| 17.     | 17 lutego | 1939 | Zakopane    | 50 km stylem klasycznym | 2:57:43    | ?      | Lars Bergendahl |
| 3.      | 19 lutego | 1939 | Zakopane    | Sztafeta 4 × 10 km      | 2:08:35    | +5:03  | Finlandia       |